# Каннинг, Гриффин
Гриффин Александер Каннинг (англ. Griffin Alexander Canning, 11 мая 1996, Мишен-Вьехо, Калифорния) — американский бейсболист, питчер клуба Главной лиги бейсбола «Лос-Анджелес Энджелс». Обладатель награды Золотая перчатка по итогам сезона 2020 года.

## Биография

### Ранние годы
Гриффин родился 11 мая 1996 года в Мишен-Вьехо в семье Кевина и Джули Каннинг. У него есть старший брат Спенсер. В 2014 году он окончил католическую школу Санта-Маргарита, в течение трёх лет играл за школьную бейсбольную команду. Во время учёбы Каннинг приглашался на сборы национальной команды США возрастной категории до 18 лет. На драфте Главной лиги бейсбола 2014 года он был выбран клубом Колорадо Рокиз в тридцать восьмом раунде, но от подписания контракта отказался и поступил в Калифорнийский университет, изучал политологию.
Летом 2014 года Каннинг сыграл в пяти матчах за «Веначи Эппл Сокс» в Лиге Западного побережья. В 2015 году он начал выступления за «УКЛА Брюинз» в чемпионате NCAA. Гриффин сыграл в пятнадцати матчах, одиннадцать из которых начинал стартовым питчером. Он одержал семь побед при одном поражении с пропускаемостью 2,97. В сезоне 2016 года он стал лидером команды по числу игр в стартовом составе и четвёртым в конференции Pac-12 по количеству сделанных страйкаутов.
В последний год выступлений за «Брюинз» он сыграл семнадцать матчей стартовым питчером, войдя в число десяти лидеров NCAA по этому показателю. Каннинг одержал семь побед при четырёх поражениях с пропускаемостью 2,34. Он стал шестым питчером в истории университета, сделавшим более трёхсот страйкаутов за карьеру. По итогам сезона Гриффин входил в число претендентов на награду Голден Спайкс, вручаемую лучшему бейсболисту-непрофессионалу. Летом он был выбран во втором раунде драфта клубом «Лос-Анджелес Энджелс».

### Профессиональная карьера
После подписания контракта тренерский штаб «Энджелс» решил не задействовать Гриффина в соревнованиях и направил его в тренировочный центр в Аризоне. В декабре он приступил к бросковым тренировкам для подготовки к сезону 2018 года. По ходу дебютного чемпионата на профессиональном уровне Каннинг продвинулся в системе фарм-клубов «Лос-Анджелеса» до уровня ААА-лиги. Его показатель пропускаемости составил 3,65, он сделал сто двадцать пять страйкаутов при всего сорока четырёх уоках.
Тридцатого апреля 2019 года Гриффин дебютировал за «Энджелс» в Главной лиге бейсбола. Он сыграл в восемнадцати матчах регулярного чемпионата, проведя на поле 90 1/3 иннингов. В начале августа Каннинг был внесён в список травмированных из-за болей в локте. Позже обследование выявило воспаление и руководство клуба приняло решение о досрочном завершении сезона для питчера. В 2020 году он сыграл в одиннадцати матчах регулярного чемпионата в качестве стартового питчера, одержал две победы при трёх поражениях. Показатель надёжности игры Гриффина в защите составил 93,8 %. По количеству выведенных в аут игроков соперника он занял третье место среди питчеров Американской лиги. По итогам сезона Каннинг получил награду Золотая перчатка, став вторым её лауреатом среди питчеров «Энджелс» после Марка Лэнгстона.